# Robert Nkemdiche
Robert Nkemdiche (Atlanta, 19 settembre 1994) è un giocatore di football americano statunitense che milita nel ruolo di defensive end per i Michigan Panthers della United States Football League (USFL).

## Carriera universitaria
Nkemdiche al college giocò a football con gli Ole Miss Rebels. Nell'ultima stagione fu inserito nel Second-team All-American e nella formazione ideale della Southeastern Conference.

## Carriera professionistica

### Arizona Cardinals
Nkemdiche fu scelto come 29º assoluto nel Draft NFL 2016 dagli Arizona Cardinals. Debuttò come professionista subentrando nella gara del primo turno persa contro i New England Patriots.

### Seattle Seahawks
Il 29 aprile 2021, Nkemdiche firmò con i Seattle Seahawks.